# Пси Змеи
Пси Змеи (ψ Ser / ψ Serpentis) — звезда в созвездии Змеи. Находится на расстоянии около 48 световых лет от Солнца.
Главный компонент — ψ Змеи A — жёлтый карлик, лежащий на главной последовательности с видимой звёздной величиной +5.86m. Имеет близкого компаньона ψ Змеи B, имеющего звёздную величину +12m и лежащего в 4.2 угловых секундах на расстоянии, по крайней мере, 60 а. е.
Вокруг этой пары обращается ещё один компаньон ψ Змеи C. Он имеет спектральный класс K, видимую звёздную величину +8.8m и лежит на расстоянии 3.5 угловых минут. Немного ближе на расстоянии 2.9 угловых минут находится компаньон ψ Змеи D с видимой звёздной величиной +10.4m. Самый яркий компаньон ψ Змеи E является жёлтым гигантом с видимой звёздной величиной +7.1m. Он также и наиболее удалён от главной звезды и лежит в 4.2 угловых минутах на расстоянии, по крайней мере, 5200 а. е.